# Вашариова, Эмилия
Эмилия (Милка) Вашариова (урождённая —  Горска) (словац. Emília Vášáryová; 18 мая 1942, Горна Штубня, Словацкая республика) — словацкая и чехословацкая актриса

 театра и кино, педагог. Заслуженная артистка Чехословакии (1978). Лауреат Государственной премии ЧССР (1970).

## Биография
Выросла в семье учителя, с детства играла в любительских театрах, активно занималась гимнастикой.
Сестра актрисы и политика Магды Вашариовой.
В 1963 году окончила Высшую школу исполнительского искусства в Братиславе. Два сезона выступала в Братиславском театре «Новая сцена», позже — артистка Словацкого национального театра.
Активно участвовала в съёмках в кино и на телевидении. За период с 1958 года снялась в 132 кино-, телефильмах и сериалах.
Ныне преподаёт актерское мастерство на театральном факультете Академии сценического искусства в Братиславе.

## Избранная фильмография
- 2018 — Папина «Волга» — Анна
- 2017 — Предел — Анна Крайнякова
- 2016 — Масарик — Блаженка
- 2007 — Вацлав — мать Вацлава
- 2006 — Я обслуживал английского короля — Райская, хозяйка борделя
- 2006 — Красота в трудностях — мать Ярды
- 2004 — Вверх и вниз — Вера Горецкая, жена профессора
- 1999 — Уютные норки
- 1987 — Претендент — Люси Браун
- 1982 — Три золотых волоса — королева
- 1974 — День, который не умрёт — Анка
- 1968 — Баллада о семи повешенных
- 1966 — Площадь святой Альжбеты — Ева
- 1966 — Мастер-палач — Агайка
- 1966 — Люди из фургонов — Нина
- 1966 — Живой бич — Эва Главаева
- 1964 — Хроника шута — Ленка
- 1963 — Икар-1
- 1963 — Лицо в окне — Харустякова
- 1963 — Вот придёт кот — Диана
- 1962 — Полуночная месса (фильм) — Катка
- 1961 — На марше не поют — Елена

## Дубляж
- 2014 — Малефисента — Аврора в старости (Джанет Мактир)
- 2013 — Доктор Хаус — Блайт Хаус, мать Грегори (Дайан Бэйкер)
- 2012 — Клан Кеннеди — Роза Кеннеди (Диана Хардкасл)
- 2006 — Королева — королева Елизавета II (Хелен Миррен)
- 2004 — Не бей копытом — мисс Кэллоуэй (Джуди Денч)
- 2004 — Сага о Форсайтах
- 2002 — Наполеон
- 2001 — Девятые врата — баронесса Кесслер (Барбара Джеффорд)
- 1999 — Дон Жуан де Марко — Мэрилин Миклер (Фэй Данауэй)
- 1998 — Их собственная воля — Маргарет Сэнгер (Фэй Данауэй)
- 1996 — День независимости — Констанс Спано (Маргарет Колин)
- 1996 — Близнецы — Мэри Энн Бенедикт (Бонни Бартлетт)
- 1995 — Разум и чувства — миссис Дэшвуд (Джемма Джонс)
- 1994 — Телохранитель Тесс — Тесс Карлайл (Ширли Маклейн)
- 1992 — Ущерб — Элизабет Придо (Лесли Карон)
- 1991 — Сисси — эрцгерцогиня София (Вильма Дегишер)
- 1991 — Сисси — молодая императрица — эрцгерцогиня София (Вильма Дегишер)
- 1991 — Сисси. Трудные годы императрицы — эрцгерцогиня София (Вильма Дегишер)
- 1990 — Признание — мадам Л. / Лиза Лондон (Симона Синьоре)
- 1988 — Человек со звезды — Дженни Хайден (Карен Аллен)
- 1988 — Гориллы в тумане
- 1986 — Калоши счастья — Фея Заботы и Печали (Яна Брейхова)
- 1984 — Мёртвые учат живых — Елена (Яна Краусова)
- 1982 — Курро Хименес
- 1982 — Жизнь Верди
- 1968 — Чингачгук — Большой Змей — Уа-та-Уа (Андреа Драхота)
- 1966 — Великолепная семёрка — Петра (Росенда Монтерос)
- 1961 — Ромул и Рем — Эстия (Хосе Греси)

## Награды
- 1967 — Премия Янека Бородача
- 1968 — Премия «Золотой крокодил»
- 1970 — Государственная премия ЧССР.
- 1978 — Заслуженный артист Чехословакии
- 1982 — Премия Андрея Багара
- 1991 — Премия министра культуры
- 1992 — Премия ТЕЛЕМЗА 92 (за участие в телевизионных постановках «Музыка» и «Мать Иисуса»)
- 1995 — Премия ТЕЛЕМЗА 95 (за озвучивание персонажа Хелен во французском сериале «Разбитое сердце»)
- 1996 — Премия Альфреда Радока за лучшую женскую роль
- 1999 — Премия «Хрустальное крыло» 1998 года в категории театральное искусство
- 1999 — Премия «Золотая петля» за лучший женский дубляж
- 1999 — Театральная премия сезона «Плиты»
- 2000 — Премия им. Йозефа Кронера (за выдающуюся актерскую игру в 1999 году)
- 2000 — победитель словацкого журналистского опроса «Актриса века».
- 2000 — Премия Игрича за оригинальную аудиовизуальную работу
- 2000 — Премия Словацкого литературного фонда
- 2001 — Актерская миссия (Art Film Trenčianske Teplice)
- 2002 — Орден Людовита Штура I степени
- 2003 — Премия Карела Чапека за 2002 год.
- 2003 — Медаль премии имени Вацлава Гавела за многолетние заслуги
- 2003 — Медаль «За заслуги» I степени (Чехия)
- 2004 — премия Чешской академии кино и телевидения «Чешский лев» за фильм «Вверх и вниз» и другие.